# Andrea Savaresi
Andrea Biaggio Pasquale Ignazio Maria Savaresi (Napoli, 1º febbraio 1762 – Napoli, 2 marzo 1810) è stato un medico, naturalista e mineralogista italiano.

## Biografia
Andrea Savaresi nacque a Napoli, nel quartiere Chiaja, dai coniugi Francesco Savaresi ed Elena Cecere. Studio' e perfeziono' la lingua latina, frequento' un corso di filosofia e infine studio' la matematica elementare. Si scrisse all'Università degli Studi di Napoli Federico II dove inizia a studiare medicina. D'altro canto molti suoi famigliari erano medici. Andrea era il fratello maggiore di Antonio Savaresi. Seguiva poi corsi privati di Anatomia e di Chirurgia, si interessa ancora alla matematica e all'Astronomia. Negli anni a seguire si perfezionò in ogni campo delle scienze ma soprattutto nella medicina per mano di molti medici della capitale. Dal 1784 al 1789 scrive delle memorie sulla medicina e sulla chimica oggi ancora inedite. Dava corsi privati, intanto, di chimica e di medicina. Conosce sempre più uomini illustri, scrive per il dizionario di chimica dell'epoca facendo alcune nuove annotazioni, era il Macquer. Nel 1789 Savaresi parte per un viaggio di studi in Germania, Inghilterra e Francia. Nel viaggio era accompagnato da cinque colleghi: Carmine Antonio Lippi, Giovanni Faicchio, Giuseppe Melograni, Vincenzo Raimondini e Matteo Tondi. Studiano la metallurgia, la mineralogia e la fisica del suolo. Nel 1789 venne chiamato in quel di Salerno per migliorare le condizioni della cava di Giffoni. Negli stessi anni scende in Calabria, assieme ai colleghi citati, per migliorare e incrementare lo sviluppo delle ferriere. Con occhio di riguardo alla Fabbrica d'armi di Mongiana, alla Ferdinandea e alla ferriera di Stilo. Non solo gli viene ordinato assieme al collega e amico Vincenzo Raimondini di disegnare alcune carte delle provincie della Calabria Ulteriore. Redigono la carta geologica delle Regno delle Due Sicilie. Prima di morire nel 1810, ricoprì il ruolo di Commissario dell'Amministrazione alla Polveriera di Torre Annunziata.